# Сверстники (фильм, 1955)
«Сверстники», также «Взросление» (яп. たけくらべ Takekurabe) — фильм японского режиссёра Хэйноскэ Госё, экранизация одноименной психологической повести писательницы Итиё Хигути, изданной в 1895 году.

## Сюжет
Четырнадцатилетняя Мидори и её друзья, живущие неподалеку от токийского «квартала красных фонарей» Ёсивара, доживают последние недели своего беззаботного детства, ещё не зная, что вот-вот вступят во взрослую жизнь, причем не имея возможности самим выбрать судьбу — на Мидори уже имеется контракт, готовящий ей судьбу ойран, один из влюбленных в неё мальчишек станет ростовщиком, другой буддистским священником — и это только наиболее благополучные…

## В ролях
- Хибари Мисора — Мидори
- Кэйко Киси — Омаки (старшая сестра Мидори)
- Исудзу Ямада — Окити
- Такаси Китахара[яп.] — Синнё
- Масанори Накамура[яп.] — Сангоро

## Показы на фестивалях, номинации и награды
- 1955 — Участие в программе Венецианского кинофестиваля[3]
- 1956 — Премия «Голубая лента» за лучшую женскую роль второго плана (Исудзу Ямада)[4]